# اوبالدا، سر تا پا عریان و داغ
اوبالدا، سر تا پا عریان و داغ (انگلیسی: Ubalda, All Naked and Warm) با نام اصلی یک تکهٔ بزرگ از اوبالدا، سر تا پا عریان و کاملاً داغ (ایتالیایی: Quel gran pezzo dell'Ubalda tutta nuda e tutta calda) یک فیلم کمدی ایتالیایی به کارگردانی ماریانو لائورنتی است که در سال ۱۹۷۲ منتشر شد.
این فیلم با موفقیت فراوانی همراه بود و پایه‌گذار سبک کمدی سکسی سبک ایتالیایی شد.

## بازیگران
- ادویژ فنش
- پیپو فرانکو
- کارین شوبرت
- اومبرتو دورسی
- جینو پانیانی
- آلبرتو سورنتینو
- رناتو مالاواسی
- گابریلا جورجلی